# 九州医療センター附属福岡看護助産学校
九州医療センター附属看護助産学校（きゅうしゅういりょうセンターふぞくかんごじょさんがっこう）は、かつて福岡県福岡市中央区に存在し、国立病院機構九州医療センターが運営していた専修学校。2018年3月末をもって閉校した。
3年課程で医療技術を学ぶ。

## 沿革
- 1947年 - 国立筑紫病院附属甲種看護婦養成所発足。
- 1948年 - 国立筑紫病院附属高等看護学院と改称。
- 1963年 - 国立福岡南病院附属高等看護学院と改称。
- 1964年 - 国立福岡中央病院附属高等看護学院と改称。
- 1994年4月 - 国立福岡中央病院附属福岡看護学校発足。
- 1994年7月 - 国立病院九州医療センター附属福岡看護学校と改称
- 2002年 - 助産学科を併設、国立病院九州医療センター附属福岡看護助産学校と改称
- 2004年 - 国立病院機構九州医療センター附属看護助産学校に改称。
- 2018年 - 閉校。

## 所在地
- 〒810-8563 福岡県福岡市中央区地行浜1丁目8番1号